# Melanargia melanophthalma
Melanargia melanophthalma är en fjärilsart som beskrevs av Hermann Stauder 1911. Melanargia melanophthalma ingår i släktet Melanargia och familjen praktfjärilar. Inga underarter finns listade i Catalogue of Life.